# 愛情與小腳趾
《愛情與小腳趾》（葡萄牙語：Amor e Dedinhos de Pé）是澳門土生葡人作家飛歷奇的第一部葡萄牙語長篇小說，於1986年由澳門文化司署出版，1994年再版，同年翻譯成中文發行。
該作於1992年由葡-法-西三國合作改編為同名電影，葡萄牙導演路易士·費利佩·羅查執導，若阿金·德·阿爾梅達和安娜·杜倫特出演男女主角，曾獲第16屆開羅國際電影節提名最佳影片。

## 故事大綱
1897年的澳門，「基督城」和「中國城」構成了這個城市的兩個世界，這兩個世界是既相互疏遠又渾然一體。葡萄牙上流社會大家族居住在基督城，享受着錦衣玉食的舒適與豪華。佛朗西斯科·佛隆達利亞（Francisco Frontaria）是個風流成性又愛惹事生非的花花公子。他不是與玩友終日派對歡娛，就是在花街柳巷尋歡作樂，因此被他的家族視為恥辱。在一次婚宴派對上，佛朗西斯科嘲笑並羞辱一名看起來其貌不揚的富家女維克朶林娜·韋達爾（Victorina Vidal）。這場風波迅速傳播開來，令維克朶林娜深受其害。不久，佛朗西斯科在一個失敗的賭注後被葡萄牙人痛毆並徹底驅逐出基督城，他只能隻身在中國城遊蕩，成了一個無家可歸的流浪漢。他在那些漁民、船工及裝運工人出入的簡陋飯館用餐，後來同一名粗俗的華裔賣菜婦女同居，更在惡劣的環境中染上爛腳病，腳趾都變得慘不忍睹。最後在維克朶林娜不計前嫌的幫助下，他才走出絕境，亦發現自己已然對她動了情。